# カサマツ明希
カサマツ明希株式会社（カサマツめいき）は、かつて石川県金沢市に本社を置いていた、医薬品・臨床検査試薬・医療用機器を行う企業。現在は、アルフレッサ ホールディングスグループの1社「明祥」である。

## 概要
- 本社所在地:石川県金沢市無量寺町ハ1番地
- 資本金:3億5000万円
- 営業所
  - 石川県:金沢市、小松市、七尾市
  - 福井県:福井市、敦賀市
  - 富山県:富山市、高岡市、魚津市
  - 新潟県:上越市

## 沿革
- 1963年（昭和38年）12月 - 石川県金沢市で「株式会社明希」を設立。
- 1982年（昭和57年） - 「駒屋薬品株式会社」を合併。
- 1998年（平成10年）4月1日 - 「明希」を存続会社として「カサマツ株式会社」と合併「カサマツ明希株式会社」と商号変更。
- 2000年（平成12年）12月 - 「カサマツ明希株式会社」と「北邦医薬株式会社」と合併し「明祥株式会社」と商号変更。

## 主な取引メーカー
- 三共
- エーザイ
- 住友製薬
- 大鵬薬品
- 大塚製薬
- 中外製薬
- 第一製薬
- 武田薬品